# Brian Sibley
Pour les articles homonymes, voir Sibley.
Brian Sibley, né le 14 juillet 1949 à Wandsworth, est un écrivain anglais.

## Biographie
Brian Sibley est l'auteur de plusieurs livres sur les œuvres de Walt Disney, A. A. Milne, C. S. Lewis et J. R. R. Tolkien.
Brian Sibley travaille aussi pour la BBC en scénarisant des séries radiophoniques originales et d'autres adaptées de romans, parmi lesquelles une adaptation du Seigneur des anneaux en 1981. Il a également présenté des émissions sur BBC Radio 4 et BBC World Service.
Il est l'éditeur de The Fall of Númenor (2022), un recueil de textes de Tolkien sur le Deuxième Âge.